# Lampropeltis annulata
Lampropeltis annulata (лат.) — змея из рода королевских змей (Lampropeltis) семейства ужеобразных (Colubridae).
Распространена в Мексике и юго-западном Техасе.
Достигает в длину до 76 см. Окраска представляет собой яркий пример мимикрии, так как очень похожа на окраску ядовитых коралловых аспидов.
Ведёт сумеречный образ жизни. Питается мелкими млекопитающими, ящерицами и змеями.